# Massacre au camp d'été
Série Massacre au camp d'été
Massacre au camp d'été 2
(1988)
Pour plus de détails, voir Fiche technique et Distribution.
Massacre au camp d'été (Sleepaway Camp) est un film d’horreur américain réalisé par Robert Hiltzik  en 1983.
Le film suit Angela, victime d'un terrible accident de bateau, seule survivante et devenue orpheline, qui est placée chez sa tante. Elle passe un été en camp de vacances avec son cousin. Tous ceux qui la maltraitent ont des accidents mortels.

## Synopsis
Un père et ses deux enfants sont en train de passer un bel après-midi sur un lac où trois adolescents font du ski nautique. Mais les deux jeunes sur le bateau détournent le regard et ils foncent sur le père et les deux enfants, tuant le père ainsi que l'un des deux enfants.
8 ans plus tard, Angela, seule survivante de l'accident, vit chez sa tante excentrique Martha et son cousin protecteur Ricky. Elle et Ricky vont passer les vacances dans une colonie de vacances située sur le lac où se produisit l'accident 8 ans auparavant.
Arrivée sur place, Angela fait la connaissance de Paul, le meilleur ami de Ricky mais elle se montre peu bavarde et timide. Dans son dortoir, elle fait la rencontre de Judy, une fille très prétentieuse qui aime avoir l'attention des garçons. Angela rencontre également ses deux monitrices, Meg qui se montre un peu méchante avec Angela et Susie qui se montre particulièrement gentille avec la jeune fille.
Lors du dîner, Ronnie, l'un des responsables du camp remarque qu'Angela ne mange pas à sa faim. Il amène cette dernière dans la cuisine pour qu'elle puisse trouver quelque chose qu'elle pourrait aimer grignoter. Artie, le chef cuisinier tente alors d'abuser sexuellement d'Angela, mais son cousin Ricky arrive juste à temps pour la sauver. Lors de la préparation du dîner du soir, Artie monte sur une chaise afin de voir dans la grande marmite bouillante. Mais quelqu'un se faufile dans la cuisine et pousse le chef cuisinier, qui tombe en renversant la marmite remplie d'eau bouillante sur lui. Il est emmené en ambulance, le visage ébouillanté comme une écrevisse mais vivant, et tout le monde pense qu'il s'agit d'un accident.
Le soir même, tous les jeunes se rassemblent dans la cantine, y compris Angela qui était dans son coin. Un groupe de garçons dont Kenny et Mike essaient de tourmenter la jeune adolescente mais son cousin Ricky intervient et défend sa cousine contre Kenny et Mike. Paul essaie de réconforter Angela, qui reste silencieuse.
Mike et d'autres garçons font une baignade nocturne, mais Kenny décide d'amener une fille avec lui pour faire une promenade en canoë. Alors que ce dernier essaie de lui faire une blague ils chavirent et la fille rentre à la nage, tandis que Kenny reste sous le canoë à chanter, lorsque quelqu'un surgit à la surface de l'eau et le noie.
Le lendemain matin, le corps de Kenny est retrouvé sous le canoë par le sauveteur. La police et les ambulanciers arrivent pour enquêter, car la cause et les circonstances du décès sont suspectes : Kenny est un bon nageur et sa mort semble être suspecte.
Lors d'une activité, Paul discute avec Angela pour lui proposer d'aller voir le film au gymnase du camp. Ce même soir, Paul amène cette dernière dans un endroit isolé et ils s'embrassent. Mais Angela se montre peu réceptive voire un peu froide avec Paul. Alors que ce dernier retourne dans son dortoir, Judy l'interpelle en essayant de le draguer. Le lendemain matin, comme à son habitude, Angela ne participe pas à la baignade, puis elle discute avec Paul mais leur conversation est interrompue par Judy qui avertit Meg, l'une des monitrices qui vient vers Angela et s'énerve contre elle. Dans le dortoir, Judy humilie Angela à propos du fait qu'elle ne se douche pas avec les autres filles. Son autre monitrice Susie prend alors sa défense et elle gifle Judy. Angela décide d'aller voir son cousin Ricky, mais le même groupe de garçons lui lance de l'eau. Quelques heures plus tard, l'un des gars du groupe va aux toilettes, mais le tueur enferme le garçon dans les toilettes. Il casse ensuite la fenêtre et  jette un nid d'abeilles. Les abeilles piquent le jeune homme jusqu'à ce que mort s'ensuive. Après tous ces meurtres, la plupart des jeunes étant retournés chez eux, Mel et Ronnie, les deux responsables du camp regroupent les jeunes campeurs qui restent. Le soir même, Angela et Paul vont au lac et s'amusent jusqu'à ce que Paul s'allonge sur elle pour l'embrasser ce qui la fit partir en courant sans aucune raison.
Le lendemain, lors d'une activité, Angela surprit Paul et Judy en train de s'embrasser. En après-midi, Paul tente de s'expliquer auprès d'Angela mais Judy les interrompt durant leur conversation. Meg arrive, les deux jeunes femmes, de peur qu'Angela raconte tout à Mel et Ronnie, plongent de force Angela dans le lac.
Pendant ce temps, Mel essayait de retenir de force Ricky car il pensait que c'était lui le tueur et qu'il avait voulu se venger. Le même soir, Meg se prépare pour un dîner avec Mel lorsque pendant sa douche, elle est poignardée dans le dos. Un autre groupe de jeunes campeurs qui campaient à l'extérieur est tué pendant que le moniteur s'était absenté. Mel essaie de trouver Meg, il demande où elle est à Judy mais cette dernière n'en a aucune idée. Puis il trouve le corps de Meg dans l'une des douches et il pense que c'est Ricky qui a voulu se venger. Pendant ce temps, le tueur assassine Judy en lui brûlant les parties génitales avec un fer à friser.
Mel trouve Ricky et se met à le frapper, pensant que c'était le tueur, mais le tueur lui tire une flèche dans la gorge ce qui le tue sur le coup et sauve Ricky.
La police arrive sur place et les moniteurs trouvent les corps des jeunes campeurs et de Meg. Paul et Angela se rejoignent à la plage, Angela lui demande de se déshabiller. Le policier trouve Ricky, vivant. Susie part à la recherche d'Angela, Paul et Judy. Mais les deux entendirent quelqu'un chanter, c'était Angela qui se lève, nue, le corps de Paul décapité à côté d'elle.
Cependant, ce n'est pas Angela mais Peter, le frère de la véritable Angela, qui était le seul survivant de l'accident 8 années auparavant. Il s'avère que sa tante Martha, ne voulant pas d'un deuxième garçon dans la famille lorsque son neveu Peter vint vivre chez elle à la suite de l'accident, avait élevé ce dernier comme une fille. Il est aussi révélé que le père de Peter et Angela était ouvertement homosexuel. traumatisé par les évènements, l'homosexualité de son père et voulant rendre hommage à sa sœur dont il était très proche, Peter accepte d'être Angela Baker, à la grande joie de sa tante Martha.

## Fiche technique
- Titre original : Sleepaway Camp
- Titre français : Massacre au camp d'été
- Réalisation : Robert Hiltzik
- Scénario : Robert Hiltzik
- Musique : Edward Bilous
- Durée : 88 min
- Genre : horreur / thriller
- Date de sortie : 
  - États-Unis : 18 novembre 1983
- Interdit aux moins de 16 ans lors de sa sortie en France

## Distribution
- Felissa Rose : Angela Baker
- Jonathan Tiersten : Ricky Thomas
- Karen Fields : Judy
- Christopher Collet (V.Q. : Sébastien Dhavernas) : Paul
- Mike Kellin : Mel Costic
- Katherine Kamhi (V.Q. : Anne Bédard) : Meg
- Paul DeAngelo (V.Q. : Alain Zouvi) : Ronnie
- Tom Van Dell : Mike
- Loris Sallahain (V.Q. : Daniel Lesourd) : Billy
- John E. Dunn (V.Q. : Ghyslain Tremblay) : Kenny
- Willy Kuskin (V.Q. : Yvan Benoit) : Mozart
- Desiree Gould (V.Q. : Anne Caron) : Tante Martha
- Owen Hughes : Artie
- Robert Earl Jones : Ben
- Susan Glaze : Susie
- Frank Trent Saladino (V.Q. : Jean-Luc Montminy) : Gene
- Rick Edrich (V.Q. : Luis de Cespedes) : Jeff
- Fred Greene : Eddie
- Allen Breton : Frank le flic
- Michael C. Mahon : Hal
- Dan Tursi : John
- James Paradise (V.Q. : Serge Turgeon) : Lenny
- Lisa Buckler (V.Q. : Katherine Mousseau) : Leslie

Source et légende : Version québécoise (V.Q.) sur Doublage Québec.

## Analyse
En raison de la fin du film, où il est révélé qu'Angela a non seulement tué, mais surtout que, à l'horreur des moniteurs qui la voient, elle a un pénis, le film est jugé transmisogyne. C'est notamment l'opinion de la critique féministe Willow Maclay, qui y voit une représentation où le fait d'être une femme trans est vu comme monstrueux et objet de dégoût.
Le chercheur en représentation trans Cáel M. Keegan propose une autre analyse : en effet, une scène de flashback montre qu'Angela est en réalité Peter, qui a été forcé petit garçon à devenir une fille par sa tante. Ainsi, il y voit quant à lui une des rares représentations d'une expérience transmasculine, puisque le petit garçon Peter est forcé de se conformer à un genre qui n'est pas le sien : sa violence au camp d'été devient non pas l'histoire d'un monstre, mais celui d'une vengeance face à la violence qu'il subit.